# Жиздра (город)
Жи́здра — город в Калужской области России, административный центр Жиздринского района.
Население — 5433 чел. (2023)
Образует одноимённое муниципальное образование город Жиздра со статусом городского поселения как единственный населённый пункт в его составе.

## География
Город расположен на реке Жиздра, в 150 км на юго-запад от Калуги, приблизительно в 300 км к юго-западу от Москвы.

## История
Село Жиздра берёт своё начало от монастыря. В середине XVI века в этих местах был основан Жиздринский Троицкий монастырь преподобным Герасимом Болдинским (+1554, память 14 мая) в 1547 году на правом берегу реки Жиздры при впадении в неё речки Бродны на возвышенном полуострове, образованным этими реками, являвшимися естественной защитой обители.
В XVI веке через селение проходила пограничная полоса Московского государства. После Переяславской рады 1654 года Жиздринский край перестал быть пограничным
17 октября 1777 года указом императрицы Екатерины II село Жиздра становится уездным городом Жиздринского уезда Калужского наместничества (с 1796 года — Калужской губернии). На тот момент в Жиздре имелось 2 церкви, 4 лавки, 5 казённых и 191 частный дом. В следующем году были утверждены герб и план города.
В середине XIX века в городе было три церкви: каменная соборная во имя Александра Невского, построенная в 1776 году, каменная во имя Казанской Божией Матери, построенная в 1815 году, и деревянная во имя Сергия Радонежского, построенная 1760 году на месте сгоревшего упразднённого монастыря. Велось строительство четвёртой. Помимо этого насчитывалось ещё 24 каменных и 1220 деревянных зданий.
Значительную роль в развитии Жиздры сыграли Мальцовские заводы, охватывающие город с северо-запада. С начала 1870-х до начала 1880-х годов доходы города поднялись с 13 700 до 89 000 рублей. Упадок заводов отозвался и на городе; бюджет его понизился до 66 тыс. рублей (1887). Близ города располагались ломки руды, каменного угля и огнеупорной глины. В 1884 году в городе создана метеостанция, работающая по сей день. В 1890 году город наполовину выгорел.
В 1893—1894 гг. в Жиздру проведена железнодорожная ветка со станции "Зикеево".
В 1895 году заложен сад-дендрарий, который получил «Малую золотую медаль» на Парижской выставке в 1900 году. До 1917 года ежегодно проводились две большие ярмарки, на которых торговали овчинами, кожевенными изделиями, щетиной, парусиной, рогожей, пенькой, лыком, растительным маслом и изделиями из дерева.
8-9 ноября 1917 года власть в городе перешла к большевикам. Жиздринский уезд стал первым в Калужской губернии, где была установлена советская власть.
С 1929 года город — центр Жиздринского района Брянского округа Западной области.
В  ходе Второй мировой войны с 6 октября 1941 года  оккупирована войсками Вермахта. В июле—августе 1943 г значительная часть жителей города была депортирована в Германию и другие захваченные ей в то время страны. В августе 1943 года перед своим отступлением оккупационные войска почти полностью разрушили город. Жиздра освобождена Красной Армией 16 августа 1943 года в ходе Орловской операции.
Во время Великой Отечественной войны в Жиздре оккупанты устроили несколько лагерей для советских военнопленных и гражданского населения, где погибло большое число бойцов и командиров Красной армии. Здесь находились 3-й армейский сборно-пересыльный пункт, 21-й армейский сборно-пересыльный пункт и 112-й дулаг.
С 1944 года Жиздра входит в состав Калужской области.

## Население
| 1857   | 1859  | 1868    | 1893    | 1897  | 1913  | 1920  | 1923  | 1926  | 1931  | 1939  | 1959  | 1970  |
| ------ | ----- | ------- | ------- | ----- | ----- | ----- | ----- | ----- | ----- | ----- | ----- | ----- |
| 11 097 | ↘9587 | ↗11 677 | ↗12 099 | ↘6004 | ↗6107 | ↘4394 | ↗6404 | ↗9371 | ↗9988 | ↘8109 | ↘5144 | ↗5794 |
| 1979   | 1989  | 1992    | 1996    | 1998  | 2000  | 2001  | 2002  | 2003  | 2005  | 2006  | 2007  | 2008  |
| ↘5549  | ↘5439 | ↗5500   | ↗6000   | ↗6100 | →6100 | ↘6000 | ↘5719 | ↘5700 | →5700 | →5700 | ↗5800 | ↗5900 |
| 2009   | 2010  | 2011    | 2012    | 2013  | 2014  | 2015  | 2016  | 2017  | 2018  | 2019  | 2020  | 2021  |
| ↗5926  | ↘5585 | ↘5566   | ↘5521   | ↘5490 | ↘5433 | ↗5509 | ↘5506 | ↘5489 | ↘5461 | ↘5431 | ↘5399 | ↗5545 |
| 2023   |       |         |         |       |       |       |       |       |       |       |       |       |
| ↘5433  |       |         |         |       |       |       |       |       |       |       |       |       |

На 1 января 2025 года по численности населения город находился на 1060-м месте из 1124 городов Российской Федерации.
Национальный состав
По итогам переписи населения 2020 года проживали следующие национальности (национальности менее 0,1 % и другое, см. в сноске к строке «Другие»):
| Национальность | Численность, чел. | Доля     |
| -------------- | ----------------- | -------- |
| Русские        | 4936              | 89,02 %  |
| Армяне         | 138               | 2,49 %   |
| Азербайджанцы  | 55                | 0,99 %   |
| Украинцы       | 41                | 0,74 %   |
| Цыгане         | 31                | 0,56 %   |
| Корейцы        | 23                | 0,41 %   |
| Молдаване      | 22                | 0,40 %   |
| Таджики        | 14                | 0,25 %   |
| Узбеки         | 14                | 0,25 %   |
| Уйгуры         | 13                | 0,23 %   |
| Татары         | 13                | 0,23 %   |
| Гагаузы        | 13                | 0,23 %   |
| Белорусы       | 6                 | 0,11 %   |
| Другие         | 226               | 4,09 %   |
| Итого          | 5545              | 100,00 % |

## Экономика
Экономика: деревообрабатывающие предприятия, молочный завод, ликеро-водочный завод, лимонадный завод.

## Достопримечательные места и памятники культурного наследия
| Изображение | Наименование объекта                                         | Адрес                    | ЕГРОКН          |
| ----------- | ------------------------------------------------------------ | ------------------------ | --------------- |
|             | Бюст дважды Героя Советского Союза космонавта А. С. Елисеева | Сквер им. А. С. Елисеева | 401610695570005 |

С 1993 по 2016 год в городе Парк старого города имел статус особо охраняемой природной территории — памятника природы регионального значения

## Известные горожане
- Елисеев, Алексей Станиславович (род. 1934) — советский космонавт.
- Полухин, Владимир Фёдорович (1886—1918) — российский советский политический деятель, участник Октябрьской революции и Гражданской войны в России, участник штурма Зимнего дворца, один из 26 бакинских комиссаров.
- Чекрыгин, Василий Николаевич (1897—1922) — русский живописец, график, один из основателей и наиболее ярких художников группы «Маковец».